# Bandera de Santiago del Estero
La bandera de la provincia de Santiago del Estero, creada en 1985 por la ley 5535, es uno de los símbolos que representa a dicha provincia.

## Descripción
La ley establece que sus colores y símbolos representan:
- Los colores celeste y blanco a los colores patrios.
- El color rojo punzó a la vocación por el federalismo.
- El sol incaico a las raíces indoamericanas.
- La espada encarnada de Santiago Apóstol a la cruz latina, testimonio de la ascendencia hispana y el fervor cristiano.

Así mismo, en cuanto a sus proporciones, el artículo segundo de la ley de creación de la bandera en la práctica establece que las mismas sean las de 2:5 (2 anchos por cinco largos), al describir sus componentes de la siguiente manera: ocupando su centro, un cuadrado perfecto de color rojo punzó, con el sol incaico y la espada encarnada de Santiago Apóstol; a sus lados, sendas franjas blancas, cada una con una superficie equivalente a una cuarta parte del cuadrado anterior; y, a su vez, otras dos franjas celestes, cada una con una superficie igual a la mitad del cuadrado central; resultando así lo siguiente: 2+1+4+1+2 x 4 = 10 x 4 / 2 = 5 x 2.
El 17 de abril de 1986 el gobernador de la provincia reglamentó el uso de la bandera.